# Sindaci di Fermo
Di seguito l'elenco cronologico dei sindaci di Fermo e delle altre figure apicali equivalenti che si sono succedute nel corso della storia.

## Regno d'Italia (1861-1946)
| Periodo | Periodo | Primo cittadino            | Partito | Carica                  | Note |
| ------- | ------- | -------------------------- | ------- | ----------------------- | ---- |
| 1860    | 1861    | Domenico Monti             |         | Presidente municipalità | -    |
| 1861    | 1863    | Giuseppe Ignazio Trevisani |         | Sindaco                 | -    |
| 1864    |         | Cesare Morroni             |         | Sindaco                 | -    |
| 1865    | 1875    | Giuseppe Ignazio Trevisani |         | Sindaco                 | -    |
| 1876    |         | Antonio Perpenti           |         | Sindaco                 | -    |
| 1877    | 1878    | Giuseppe Ignazio Trevisani |         | Sindaco                 | -    |
| 1883    | 1884    | Giambattista Monti         |         | Sindaco                 | -    |
| 1886    | 1887    | Augusto Luzi               |         | Sindaco                 | -    |
| 1888    | 1895    | Gaetano Falconi            |         | Sindaco                 | -    |
| ?       | ?       | ?                          |         | ?                       | -    |
| 1944    |         | Giuseppe Giammarco         |         | Sindaco                 | -    |
| 1944    | 1946    | Nicola Ciccolungo          | DC      | Sindaco                 | -    |

## Repubblica Italiana (dal 1946)
| Sindaci eletti dal Consiglio comunale (1946-1993)    | Sindaci eletti dal Consiglio comunale (1946-1993) | Sindaci eletti dal Consiglio comunale (1946-1993)          | Sindaci eletti dal Consiglio comunale (1946-1993) | Sindaci eletti dal Consiglio comunale (1946-1993) | Sindaci eletti dal Consiglio comunale (1946-1993) | Sindaci eletti dal Consiglio comunale (1946-1993) | Sindaci eletti dal Consiglio comunale (1946-1993) |
| Nominativo                                           | Partito                                           | Partito                                                    | Partito                                           | Partito                                           | Mandato                                           | Mandato                                           | Elezione                                          |
| Nominativo                                           | Partito                                           | Partito                                                    | Partito                                           | Partito                                           | Inizio                                            | Fine                                              | Elezione                                          |
| ---------------------------------------------------- | ------------------------------------------------- | ---------------------------------------------------------- | ------------------------------------------------- | ------------------------------------------------- | ------------------------------------------------- | ------------------------------------------------- | ------------------------------------------------- |
| Nicola Ciccolungo                                    |                                                   | Democrazia Cristiana                                       | Democrazia Cristiana                              | Democrazia Cristiana                              | 1946                                              | 1952                                              | Elezione 1946                                     |
| Mario Agnozzi                                        |                                                   | Democrazia Cristiana                                       | Democrazia Cristiana                              | Democrazia Cristiana                              | 1953                                              | 1967                                              | ?                                                 |
| Enrico Ermelli Cupelli                               |                                                   | Partito Repubblicano Italiano                              | Partito Repubblicano Italiano                     | Partito Repubblicano Italiano                     | 1967                                              | 1972                                              | ?                                                 |
| Annio Giostra                                        |                                                   | Partito Socialista Democratico Italiano                    | Partito Socialista Democratico Italiano           | Partito Socialista Democratico Italiano           | 1972                                              | 1979                                              | ?                                                 |
| Fabrizio Emiliani                                    |                                                   | Partito Repubblicano Italiano                              | Partito Repubblicano Italiano                     | Partito Repubblicano Italiano                     | 1981                                              | 1986                                              | Elezione 1981                                     |
| Francesco De Minicis                                 |                                                   | Partito Socialista Italiano                                | Partito Socialista Italiano                       | Partito Socialista Italiano                       | 1986                                              | 1989                                              | Elezione 1986                                     |
| Augusto Enzo Petrelli                                |                                                   | Partito Socialista Democratico Italiano                    | Partito Socialista Democratico Italiano           | Partito Socialista Democratico Italiano           | 12 agosto 1989                                    | 31 luglio 1990                                    | Elezione 1986                                     |
| Pasqualino Macchini                                  |                                                   | Democrazia Cristiana                                       | Democrazia Cristiana                              | Democrazia Cristiana                              | 31 luglio 1990                                    | 24 maggio 1991                                    | Elezione 1986                                     |
| Fabrizio Emiliani                                    |                                                   | Partito Repubblicano Italiano                              | Partito Repubblicano Italiano                     | Partito Repubblicano Italiano                     | 10 luglio 1991                                    | 12 marzo 1993                                     | Elezione 1991                                     |
| Lucio Pisano (Commissario prefettizio)               | –                                                 | –                                                          | –                                                 | –                                                 | 12 marzo 1993                                     | 6 dicembre 1993                                   | –                                                 |
| Sindaci eletti direttamente dai cittadini (dal 1993) |                                                   |                                                            |                                                   |                                                   |                                                   |                                                   |                                                   |
| Nominativo                                           | Partito                                           | Partito                                                    | Giunta                                            | Giunta                                            | Mandato                                           | Mandato                                           | Elezione                                          |
| Nominativo                                           | Partito                                           | Partito                                                    | Giunta                                            | Giunta                                            | Inizio                                            | Fine                                              | Elezione                                          |
| Ettore Fedeli                                        |                                                   | Partito Democratico della Sinistra Democratici di Sinistra |                                                   | PDS-L. civiche                                    | 6 dicembre 1993                                   | 17 novembre 1997                                  | Elezione 1993                                     |
| Ettore Fedeli                                        |                                                   | Partito Democratico della Sinistra Democratici di Sinistra | PDS-RI-PPI                                        | 17 novembre 1997                                  | 31 gennaio 2001                                   | Elezione 1997                                     |                                                   |
| Carmine Rotondi (Commissario straordinario)          | –                                                 | –                                                          | –                                                 | –                                                 | 23 febbraio 2001                                  | 27 maggio 2001                                    | –                                                 |
| Saturnino Di Ruscio                                  |                                                   | Forza Italia                                               |                                                   | FI-AN-CCD-CDU                                     | 28 maggio 2001                                    | 28 maggio 2006                                    | Elezione 2001                                     |
| Saturnino Di Ruscio                                  |                                                   | Forza Italia                                               | FI-AN-UdC-L. civiche                              | 28 maggio 2006                                    | 15 maggio 2011                                    | Elezione 2006                                     |                                                   |
| Nella Brambatti                                      |                                                   | Partito Democratico                                        |                                                   | PD-SEL-PRC-IdV-L. civiche                         | 16 maggio 2011                                    | 20 febbraio 2015                                  | Elezione 2011                                     |
| Vittorio Saladino (Commissario prefettizio)          | –                                                 | –                                                          | –                                                 | –                                                 | 21 febbraio 2015                                  | 14 giugno 2015                                    | –                                                 |
| Paolo Calcinaro                                      |                                                   | Indipendente                                               |                                                   | Liste civiche                                     | 15 giugno 2015                                    | 20 settembre 2020                                 | Elezione 2015                                     |
| Paolo Calcinaro                                      |                                                   | Indipendente                                               | Liste civiche                                     | 21 settembre 2020                                 | in carica                                         | Elezione 2020                                     |                                                   |